# Agathosma glabrata
Agathosma glabrata är en vinruteväxtart som beskrevs av Bartl. & Wendl. f.. Agathosma glabrata ingår i släktet Agathosma och familjen vinruteväxter. Inga underarter finns listade i Catalogue of Life.